# شوگابیبز
شوگابِیبز (به انگلیسی: Sugababes) گروه موسیقی پاپ دخترانه انگلیسی بود که سال ۱۹۹۸ در لندن شکل گرفت. پایه‌گذاران آن سیبون دوناهی، موتیا بوئنا و کیشا بوچنان بودند.
شوگابیز از سوی کتاب «British Hit Singles & Albums» موفق‌ترین پروژهٔ موسیقایی زنان در قرن بیست‌ویکم معرفی شده است.